# Неборак Богдана Вікторівна
Небора́к Богда́на Ві́кторівна (16 грудня 1995 ) — українська журналістка, юристка та культурний менеджер. Ведуча подкасту «Наразі без назви».
Була керівницею сектору перекладної літератури Українського інституту книги (УІК). Як журналістка співпрацює з виданням The Ukrainians, її матеріали виходили в газеті Збруч, на порталі «Читомо» та інших, також була авторкою подкасту «Взяла і прочитала» на radiopodil. 

## Біографія

### Життєпис
Богдана Неборак народилася в сім'ї українських літераторів, вона старша з трьох дочок поета Віктора Неборака і поетеси, журналістки, майстрині ФІДЕ з шахів Ярини Сенчишин. Виросла у Львові, у шість років була прийнята в другий клас, закінчила математичну гімназію. Є згадки виступу 10-річної Богдани на творчому вечорі Віктора Неборака. Богдана підкреслює роль батька в її вихованні, зокрема щодо розвитку критичного мислення, роботи з текстами. Здобувала вищу освіту на юридичному факультеті ЛНУ імені Івана Франка. Займалася громадською діяльністю: координувала просвітницький проєкт з протидії побутовій корупції та організувала подію на вшанування Декларації прав людини. В 2016 році переїхала в Київ і в 2018 отримала диплом магістра права в НаУКМА.
Принаймні з 2013 активно включається в літературне життя країни: виступила на літературній сцені фестивалю Франко. Місія, взяла участь у нічному читанні поеми Мойсей з двома десятками зірок української культури, долучилася до організації конкурсу Молода Республіка Поетів, друкувала в виданнях ЛітАкцент і Збруч присвячені літературі репортажі та інтерв'ю. Її літературний інстаґрам був відзначений журналом Vogue, вела блоґ з рецензіями прочитаних книжок. У 2013—2018 роки була координаторкою та ведучою фіналів конкурсу Молода Республіка Поетів в рамках Форуму видавців у Львові. Крім того, на фестивалі Київські лаври-2015 організувала та провела проєкт «Пісні — Лишезі», модерувала події на фестивалях Книжковий Арсенал, Book Space, була запрошена як менторка для роботи з молодими авторами на фестивалі Прописи в Івано-Франківську.
У 2018—2020 Богдана Неборак працювала в Українському інституті книги, координуючи проєкт промоції перекладів української літератури іноземними мовами. Після завершення співпраці з УІК залишається експерткою галузі книговидання, продовжує співпрацю з The Ukrainians та раніше працювала над подкастом «Взяла і прочитала». Богдану запрошують на літературні читання, подкасти та радіопрограми, присвячені книгам і літературі. Вона авторка кількох курсів неформальної освіти. Зокрема, присвяченого сучасній літературі на Projector.Humanitarium. На різних платформах проводила навчання щодо авторського права, в тому числі, Богдана створила та веде модуль на цю тему в Курсі письменницької майстерності на платформі Prometheus.

### Співпраця з Українським інститутом книги
Як керівниця сектору перекладної літератури УІК Богдана Неборак відповідала за програму підтримки перекладів творів української літератури. За її редакцією вийшли іншомовні каталоги сучасної української літератури та поезії:
- New books from Ukraine — огляд новинок української літератури 2010-х років англійською мовою.
- Poetry from Ukraine — огляд сучасної української поезії в постатях зі зразками творчості в перекладах англійською мовою.

Вона представляла УІК на багатьох видавничих форумах в Україні і закордоном, презентувала програму перекладів Translate Ukraine на цих заходах та в іноземній пресі.
Також Богдана як юристка долучилася до створення методичних матеріалів з авторського права для книговидавництва, які 2019 року підготували спільно УІК і Baker McKenzie.
В результаті першого року реалізації очолюваної нею програми були створені 53 переклади, що вийшли друком у 24 країнах світу, а Богдана як успішна менеджерка в галузі культури потрапила в рейтинговий список Ukraine's Top 30 Under 30, складений виданням Kyiv Post.

### Участь у журі, експертних групах
В березні 2021 Богдана Неборак була запрошена в експертну раду конкурсу Women in Arts-2021 його організаторами, Українським інститутом і UN Women в Україні. Разом з письменниками Андрієм Любкою, Ростиславом Семківим і Олегом Коцаревим вона визначила довгий список номінанток премії в категорії «Література».
Влітку того ж року вона входила в журі книжкового пітчу Book Pitch, організованого Одеським міжнародним кінофестивалем і Міжнародним фестивалем «Книжковий Арсенал», в рамках цього подання були обрані 4 літературні твори, яким надаватиметься підтримка на різних етапах їх підготовки до екранізації.
В проєкті Міністерства культури «30 знакових книжок нашої Незалежності» Богдана Неборак була в експертній групі, що відібрала 100 книжок до фінального голосування.

## Відзнаки
- 2020 рік — лауреатка премії Top 30 Under 30 видання Kyiv Post 2020 року.
- 2021 рік — увійшла в рейтинг найінноваційніших молодих журналістів «30 до 30: Хто творить майбутнє українських медіа»[23].
- Була включена в довгий список претендентів на премію «Високі стандарти журналістики» (номінація «За швидкий та якісний розвиток у професії») 2021 року[24]
- 2022 рік — подкаст «Наразі без назви», що виходить на The Ukrainians і створений Богданою в співпраці з Анастасією Євдокімовою, переміг у номінації «Найкращий подкаст про культуру» премії «Слушно». Серія програм отримала найвищу оцінку і від організаторів конкурсу, і за голосуванням слухачів[25].